# Stowe (Buckinghamshire)
Stowe è un villaggio e parrocchia civile dell'Inghilterra, appartenente alla contea del Buckinghamshire.
In questo villaggio morì Luigi Filippo Alberto d'Orleans, pretendente al trono di Francia come Filippo VII.